# Diritti umani in Uganda
In tempi recenti, le principali violazioni di diritti umani denunciate in Uganda afferiscono alla violenza politica, all'abuso di potere da parte della polizia e al mancato rispetto dei diritti di rifugiati, profughi e sfollati. L'Uganda ha un proprio organo ufficiale preposto a vigilare sul rispetto dei diritti umani nel paese, la Commissione nazione ugandese sui diritti umani (UNCHR). Secondo il Democracy Index 2019 l'Uganda occupa la novantanovesima posizione su 167 paesi analizzati, con un punteggio di 5,02 su 10,00. Per quanto riguarda il processo elettorale e il pluralismo politico il suo punteggio è 4,33; per quanto riguarda la funzione del governo il suo punteggio è 3,57; per quanto riguarda la partecipazione politica il suo punteggio è 4,44; per quanto riguarda la cultura politica il suo punteggio è 6,88 e per quanto riguarda la libertà civile il suo punteggio è 5,88.

## Conflitto nell'Uganda settentrionale
La parte settentrionale dell'Uganda è stata teatro di diversi anni di guerra civile che ha contrapposto l'esercito regolare (Ugandan Peoples' Defence Forces, UPDF) e i ribelli del Lord's Resistance Army (LRA). Il conflitto è stato teatro di numerose gravi violazioni dei diritti umani, inclusi massacri di popolazione civile, rapimenti di bambini a scopo di arruolamento forzato e abuso sessuale, stupri e saccheggi. Gli sfollati ospitati nei campi profughi governativi hanno denunciato la mancanza di protezione da parte dell'esercito. Le parti hanno attualmente raggiunto un armistizio, che non ha però prodotto una completa interruzione delle violenze contro i civili.

## Situazione politica
Gli eventi legati al processo di Kizza Besigye, principale leader dell'opposizione, dimostrano in modo evidente la situazione di crisi del sistema democratico in Uganda. Processato inizialmente per tradimento, Besigye è stato formalmente rilasciato su cauzione il 1º marzo; nello stesso momento, personale della sicurezza governativa ha fatto irruzione in aula armi in pugno, arrestando nuovamente Begigye e rendendosi colpevole di maltrattamenti nei confronti degli imputati, dei loro avvocati e di giornalisti presenti sulla scena. Questo episodio ha causato lo sciopero della magistratura e dure reazioni di condanna a livello internazionale. Alle scuse formali del presidente non sono seguite azioni correttive. Besigye e i suoi collaboratori sono stati in seguito accusati di omicidio.

## Libertà di espressione
Il governo esercita forti pressioni sulla stampa e gli altri media. Ancora nel 2007, diversi giornalisti sono stati perseguiti per i loro articoli. A queste pressioni formali si affiancano azioni illegali, come l'assalto alla stazione radiofonica Lite FM, i cui trasmettitori sono stati sabotati nel 2007 da aggressori non identificati dopo che un loro programma aveva criticato l'efficienza dei servizi pubblici gestiti dall'amministrazione locale. Alcuni giornalisti della testata The Monitor, che ha pubblicato inchieste su casi di corruzione e su relazioni sospette fra polizia ed esercito, sono stati accusati di sedizione.

## Rifugiati
Il 3 ottobre 2007 l'Uganda ha rimpatriato in Ruanda circa 3000 rifugiati, alcuni dei quali aveva chiesto asilo politico. Un analogo rimpatrio forzato era stato ventilato rispetto ai profughi burundesi.

## Sfollati
Il perdurare del conflitto nell'Uganda settentrionale ha portato un totale di sfollati che a maggio 2007 è stato stimato a 1,6 milioni. L'UNCHR ha calcolato che a settembre del 2007 oltre la metà degli sfollati del 2005 vivevano ancora in campi di prima accoglienza.

## Abusi della polizia
Alcuni settori della polizia, in particolare l'unità speciale RRU ("unità di rapido intervento", in passato VCCU, "unità di rottura del crimine violento") sono stati accusati di gravi lesioni dei diritti umani, inclusi tortura e detenzione arbitraria dei sospetti. Non sono state aperte indagini su questi abusi.

## Violenza e discriminazione sessuale
La violenza sulle donne, inclusa la violenza domestica, è largamente diffusa nel paese. Nonostante la cessazione delle ostilità nel nord del paese, le milizie delle rispettive parti si sono rese colpevoli di numerosi episodi di stupro. Stante l'inefficacia del sistema giudiziario ugandese, questo genere di reati non è praticamente perseguibile. L'omosessualità è tuttora reato, e le persone LGBT sono gravemente discriminate e perseguitate in tutto il paese. Nel settembre del 2007, il quotidiano The Red Pepper ha messo all'Indice una lista di omosessuali, pubblicandone nomi e indirizzi di residenza; in seguito, molte di queste persone hanno dichiarato di aver subito vessazioni da parte di estranei. Ad oggi, gli omosessuali in Uganda sono condannati al carcere, umiliati dalla polizia e maltrattati da questi ultimi. 

## Pena di morte
Benché le ultime esecuzioni di civili risalgano al 1999, i tribunali ugandesi continuano a sentenziare pene di morte, e a settembre del 2007 circa 520 persone risultavano in attesa nel braccio della morte. Non è invece noto quante persone siano state giustiziate nell'esercito, ai sensi del codice militare. Nel 2019 il Governo non ha approvato la pena di morte per le persone omosessuali.